# Кимон и Ифигения
«Кимон и Ифигения» (англ. Cymon and Iphigenia) — картина Фредерика Лейтона, британского художника, написанная маслом на холсте. Полотно не было датировано, но впервые было выставлено в Королевской академии художеств в Лондоне в 1884 году. Художественная галерея Нового Южного Уэльса, расположенная в Сиднее (Австралия), приобрела его на аукционе Кристис в Лондоне в 1976 году.

## История
Согласно рассказу, опубликованному в 1897 году, Лейтон провёл шесть месяцев в поисках модели, которая соответствовала бы его воображаемому идеалу Ифигении для его намеченной картины с Кимоном и Ифигенией. Когда он увидел молодую актрису Дороти Дин в лондонском театре, его поиски на этом закончились. Обладая классической древнегреческой красотой, Дина также имела золотистые волнистые волосы с превосходной фактурой кожи и цветом лица. Она была выше среднего роста с изящными руками и ногами вместе с «изысканно вылепленным бюстом». Она появилась и в других работах Лейтона, в том числе в картинах «Греческие девушки играют в мяч», «Летняя Луна», «Купание Психеи», «Клития», «Персей и Андромеда», «Одиночество», «Возвращение Персефоны» и «Весталка». Лена, одна из младших сестёр Дины, изображена на картине «Кимон и Ифигения» в роли ребёнка-рабыни.
Работа над картиной заняла восемь месяцев. Сначала была сделана серия линейных рисунков, в которой Лейтон искал положение, которое он хотел придать центральной фигуре. Всего около 56 набросков, включая несколько изображений растительности и других элементов композиции. Английский искусствовед Питер Наум оценил «Кимона и Ифигению» как «центральную среди поздних работ Лейтона». Этого же мнения о своей работе разделял и сам Лейтон. Картина Лейтона «Идиллия», написанная несколькими годами ранее, имеет некоторые схожие элементы, но лишена сложностей «Кимона и Ифигении». В каждой из них подчёркивается разница между светлым цветом лица женщины и темнокожим мужчиной; в обеих изображена женщина в полный рост, лежащая под деревом, и используются аналогичные методы освещения.

## Описание
Размеры недатированной картины, выполненной маслом на холсте, составляют 163 на 328 сантиметров. На работе Лейтона, сюжет которой основан на «Декамероне» Джованни Боккаччо, изображена сцена из первой новеллы пятого дня: Ифигения спит в лесу, а Кимон, молодой дворянин, стоит и любуется её красотой, наполняющей его вдохновением. Увидев её, Кимон превращается из невоспитанного мужлана в мудреца. Искусствовед Питер Наум отмечал, что этот сюжет «подчёркивает преобразующую силу красоты. Боккаччо изложил историю весной; Лейтон предпочёл более осеннюю атмосферу. Художник был очень точен в отношении настроения, которое он хотел отразить, описывая конкретное время суток как самое таинственно прекрасное во всех 24 часах». Художник хотел запечатлеть общее состояние сонливости непосредственно перед погружением в сон, особенно в долгие жаркие дни перед наступлением ночи. На картине запечатлён момент, когда на горизонте над морем показывается «едва заметная кромка Луны», а в атмосфере «всё ещё витает отблеск послесвечения солнца, уже скрытого в облаках на западе».
Ифигения лежит с лицом и торсом, слегка повёрнутыми вправо, её руки подняты над головой. Её тело небрежно накрывает ткань, а изображение её фигуры описано как «мастерское» автором, использующим псевдоним «Ментезума» в его заметке, включённой в журнал «Art Amateur» о выставке Королевской академии 1884 года. К других спящим фигурам на картине относятся слуги Ифигении и собака. Согласно Гринхоу Уайту Лейтон обладал способностью показать «совершенство покоя» и «самоотречение и бессознательность сна», что была использовано в полной мере в «Кимоне и Ифигении» и его более ранней работе под названием «Летняя луна».

## Выставки и провенанс
Впервые картина была выставлена в Королевской академии художеств на летней выставке 1884 года. После демонстрации её на выставке неназванный французский критик писал, что не мог припомнить «более оригинального эффекта света и цвета, используемого в широкой, истинной и идеальной обработке прекрасных форм». На следующий год, в 1885 году, «Кимон и Ифигения» выставлялась в Берлине. Картина вновь была показана в Королевской академии зимой 1897 года в ходе мемориальной выставки работ Лейтона, умершего 25 января 1896 года. Она была включена на правах аренды в ежегодную выставку Художественной галереи Гилдхолла в 1897 году. Сэр У. Э. Катберт Квилтер владел картиной до тех пор, пока она не была продана как часть его художественной коллекции в июле 1909 года. Потом она несколько раз менял владельца в Великобритании, прежде чем была приобретена на аукционе Художественной галереей Нового Южного Уэльса из Австралии в феврале 1976 года. «Кимон и Ифигения» вновь временно вернулась в Королевскую академию художеств, будучи частью проходившей с середины февраля по апрель 1996 года выставки, посвящённой творчеству Лейтона. Художественная галерея Нового Южного Уэльса также приобрела в 1986 году цветной этюд картины размером 23,5 на 46,5 сантиметров.